# Parque de A Parda
El parque de A Parda  es un parque público situado en el barrio de A Parda de la ciudad española de Pontevedra. 

## Ubicación
Este parque urbano se encuentra en el extremo oeste del barrio pontevedrés de A Parda. Está bordeado por el norte por la Calle Francisco Tomás y Valiente y la Ciudad de la Justicia de Pontevedra, por su parte este por la Avenida Conde de Bugallal, por el oeste por la playa de vías férreas de la Estación de Pontevedra y por el sur por la Calle Entrevías.

## Historia
Esta zona se desarrolló desde antiguo alrededor del humedal o Junquera de la Parda, que dio nombre al barrio de A Parda, y que tiene una extensión de 8 000 m² al este de la estación de ferrocarril de Pontevedra.
En los años de la década de 1950 cuando la nueva estación de ferrocarril de Pontevedra estaba en construcción se procedió a la explanación de estos terrenos. Con el traslado definitivo de la estación de ferrocarril a esta parte de la ciudad en 1966, esta extensa parcela quedó bajo propiedad de Renfe. En septiembre de 2006, el Administrador de Infraestructuras Ferroviarias cedió al ayuntamiento de Pontevedra estos terrenos, que se extendían paralelos a la estación y a las vías del tren. En dicha parcela se planificó la construcción de un centro lúdico y deportivo, cuyas obras comenzaron en 2008, pero nunca llegaron a completarse.
Finalmente, el ayuntamiento de Pontevedra decidió transformar estos terrenos en un gran parque, adecuando el espacio para el disfrute de la ciudad. El proyecto del parque de A Parda fue presentado por primera vez por el ayuntamiento el 20 de febrero de 2023.
Las obras de construcción del parque fueron adjudicadas por el ayuntamiento de Pontevedra el 27 de noviembre de 2024. Las obras comenzaron en marzo de 2025 y está previsto que finalicen a principios de 2027. Se plantarán 1.858 especies arbóreas de todos los tamaños.

## Descripción
El parque de A Parda dispondrá de una superficie de 34 000 m² (3,4 hectáreas). El parque tendrá varias zonas definidas: un parque infantil denominado "parque de la naturaleza" con toboganes y tirolinas en la zona más próxima a la Ciudad de la Justicia de Pontevedra; un pequeño arroyo canalizado, procedente de un hito reconvertido en fuente, que atravesará toda la parcela hasta desembocar en el río Gafos; un paseo lineal paralelo a las vías del tren que incluirá dos miradores de 36 metros cuadrados (uno en la zona norte y otro en la sur); un skatepark y una gran zona verde en el extremo sur del parque. El parque tendrá una pradera y cuatro jardines en distintos ámbitos.
El parque  contará con mobiliario urbano, senderos interiores, zonas de descanso y plantaciones de especies arbóreas autóctonas con más de 1.800 árboles, incluyendo arbustos, gramíneas, helechos y árboles de diferentes tamaños como robles y tilos, así como abedules, alisos, fresnos, espinos blancos o majuelos, cerezos silvestres, perales atlánticos y manzanos europeos.
El acceso al parque será universal, facilitando así la entrada y salida a personas con movilidad reducida. Tendrá dos entradas separadas por 580 metros,  una norte por la calle Francisco Tomás y Valiente próxima a la Ciudad de la Justicia con una cota del nivel del terreno similar a la de la calle y otra sur por la calle Entrevías. El parque de A Parda se completará con dos aparcamientos disuasorios con 220 plazas, uno hacia la Ciudad de la Justicia y otro hacia la estación de ferrocarril, que dará servicio tanto a los usuarios de los juzgados como a los vecinos del barrio. El parque se integrará de manera fluida con el paisaje, extendiéndose por el sur como una prolongación natural del ya existente parque del Gafos.
En la zona norte, al lado de la Ciudad de la Justicia de Pontevedra se ha proyectado  construir un pabellón polideportivo, con un anexo de gimnasia, un rocódromo y áreas para practicar fitness, musculación y otras disciplinas. El pabellón principal multideporte tendrá una pista de 1 500 metros cuadrados y gradas telescópicas. Anexo, se construirá otro pabellón de gimnasia de 1 400 metros cuadrados con una grada de 200 asientos. El rocódromo tendrá 800 metros cuadrados y una altura de 15 metros altura.

## Galería de imágenes
Plano e imágenes (render 3D) procedentes del proyecto del parque.

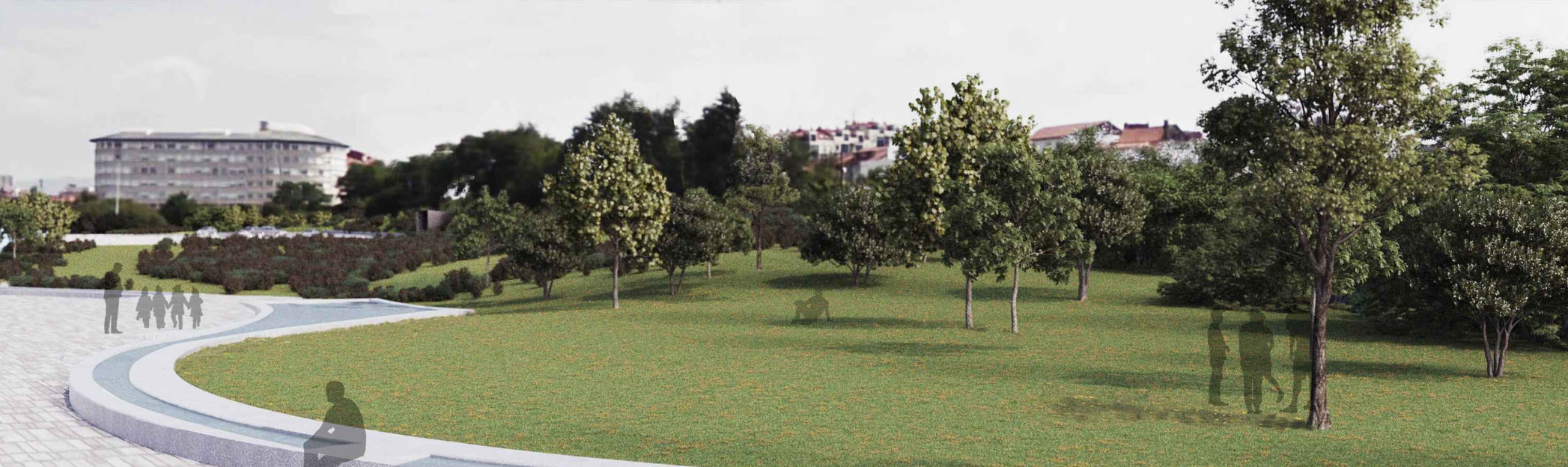
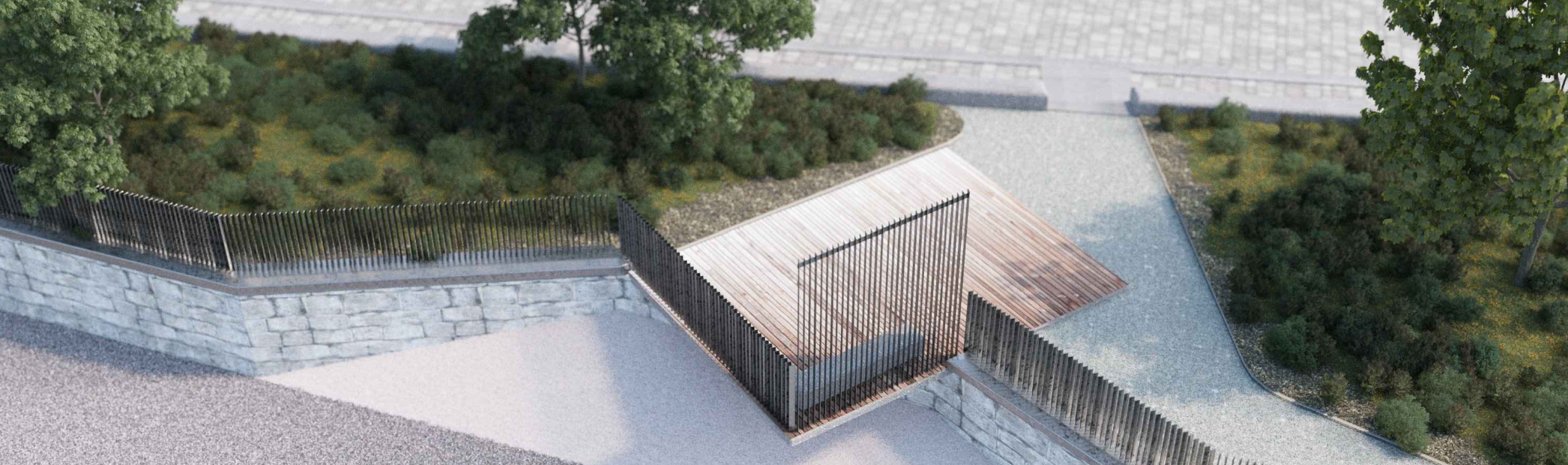
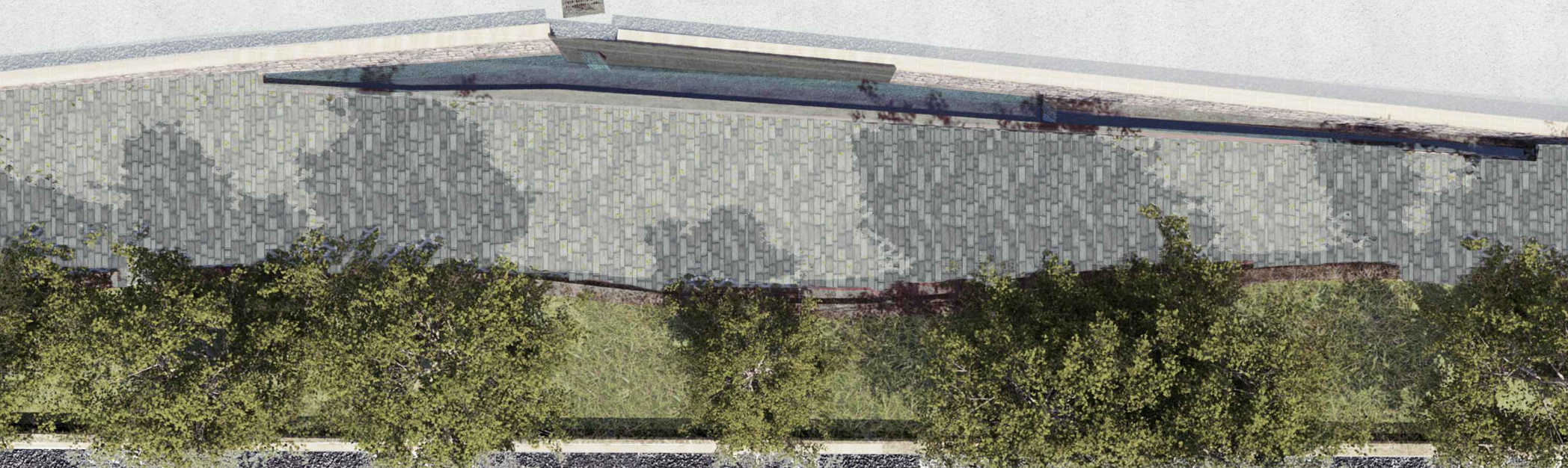
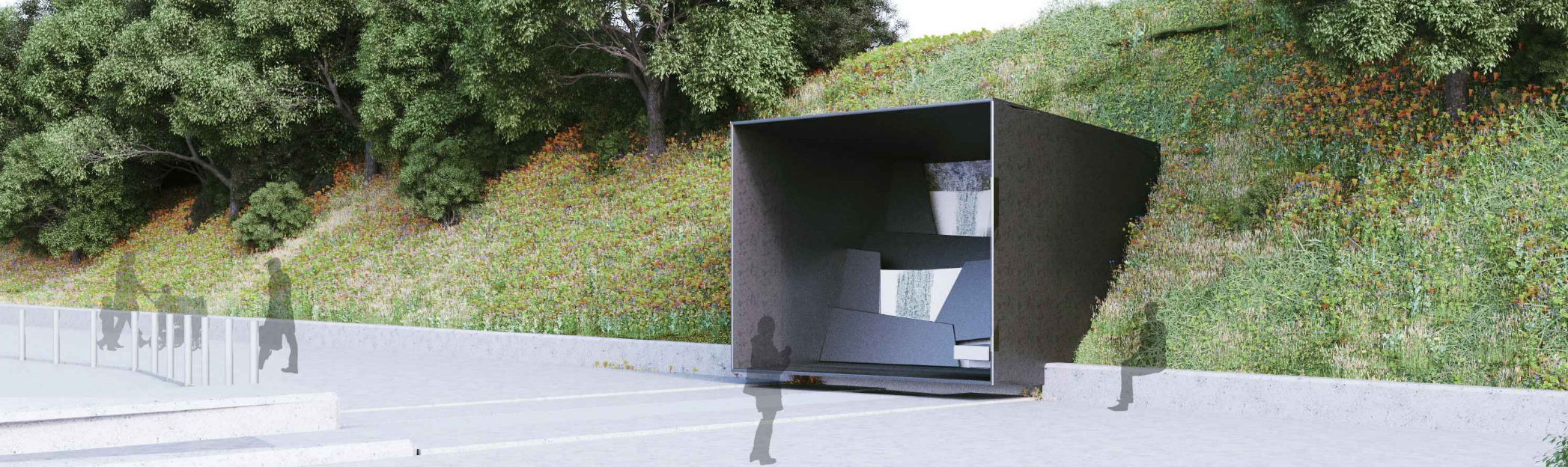
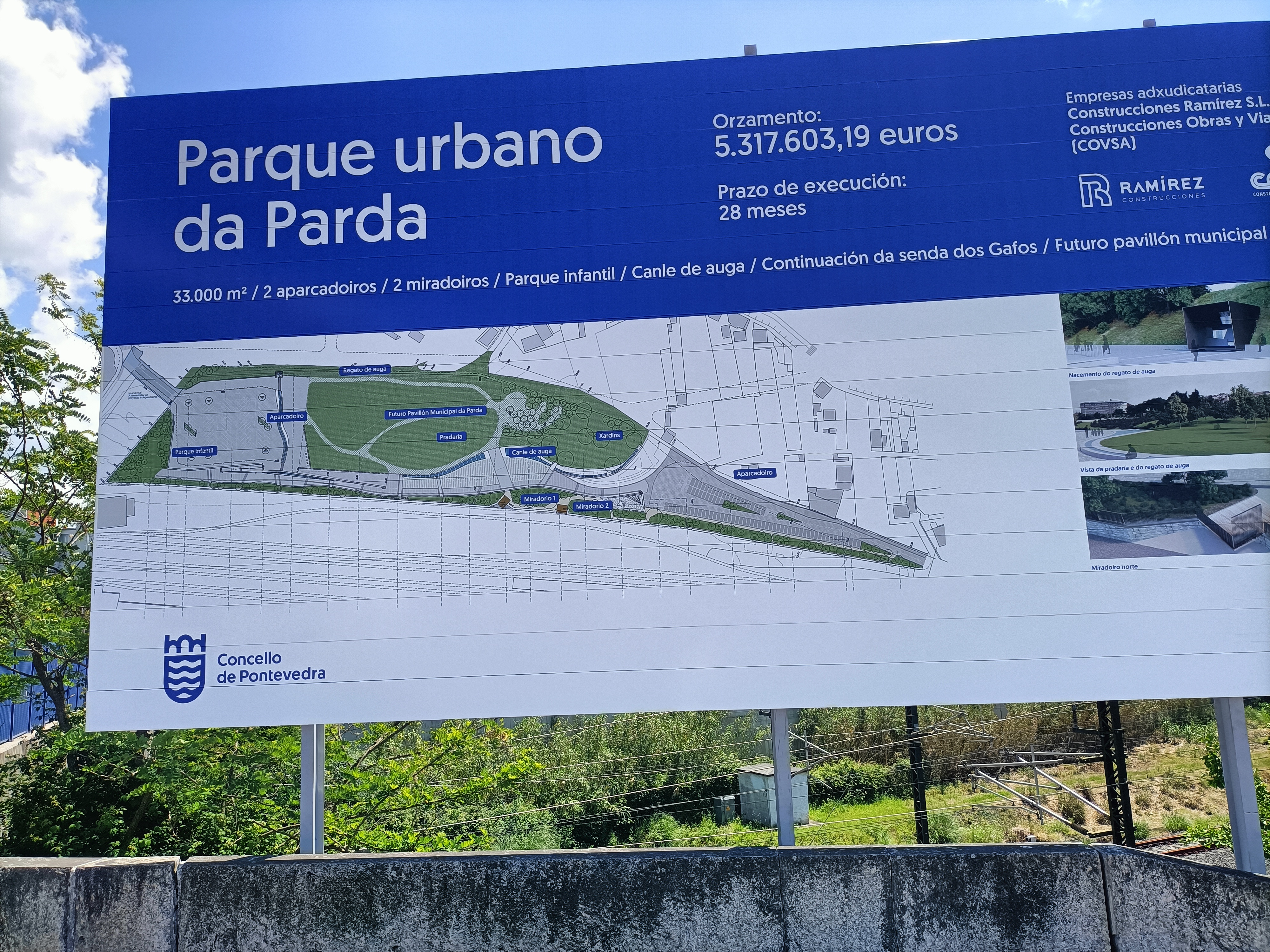